# Chiesa di San Rocco (Bergamo, Fontana)
La chiesa di San Rocco è un luogo di culto cattolico di Bergamo posto nella località Fontana eletto a parrocchia con decreto del vescovo di Bergamo nel 1884. La chiesa è posta lateralmente alla strada che dalla parte alta della città di Bergamo collega a Paladina attraversando il parco dei Colli di Bergamo

## Storia
La devozione a san Rocco era molto viva sul territorio orobico, le malattie infettive come la peste che causavano una continua moria dei suoi abitanti portavano i fedeli alla devozione del santo nominato patrono degli appestati. Chiese a lui intitolate risulta fossero presenti sia nel centro della città come l'ex chiesa in piazza del Mercato che sparse sui colli come la chiesa in località Castagneta, o quella in città bassa via Broseta, e sono tutte riferibili alla prima metà del secondo millennio, periodi di gravi contagi infettivi
Una delibera del comune di Bergamo del 1507, stanziava per la chiesa in località Fontana, un contributo necessario alla costruzione del portico e parti della facciata. Del secolo Diciottesimo furono eseguiti sostanziali rifacimenti che hanno completamente modificato la parte interna dell'edificio. Il 24 maggio 1884 il vescovo Gaetano Camillo Guindani la elevò a parrocchia smembrandola da quella intitolata a santa Grata in via Borgo Canale. Nel 1907 il vescovo di Bergamo Giacomo Radini-Tedeschi donò alla comunità di Fontana le reliquie dei santi Simplicio e Prospero che furono sigillate nell'altare maggiore, e nel 1912 il vescovo la consacrò alla vecchia intitolazione di san Rocco. Il XX secolo fu un anno che vide lavori di consolidamento e di affrescatura degli interni dell'aula con la formazione della zoccolatura in marmo, e tinteggiature esterne. Sussidiaria della chiesa è il Santuario della Beata Vergine della Castagna.

## Descrizione
La chiesa che ha un orientamento sud-est, è posta lateralmente a via Fontana, e ed è accessibile da una scalinata chiusa da una cancellata in ferro. Il sagrato ha la pavimentazione in ciottolato e precede la facciata della chiesa del XV secolo. La facciata è delimitata da lesene in muratura terminanti con capitelli ionici che reggono la trabeazione e il timpano triangolare modanato. Il portale ligneo presenta paraste e la trabeazione in pietra. La parte centrale della facciata ha un'apertura rettangolare atta a illuminare l'aula, inserita in uno sfondato ad arco poggianti su lesene. 

Sul lato destro della facciata vi è la cappella dedicata alla Madonna di Lourdes che si presenta con una facciata liscia, senza lesene, avente un semplice ingresso terminante con una finestra centinata con inferriate e terminante ad arco. Il Lato destro dell'edificio prosegue con l'ambulacro composto da cinque campate ad arco con colonne in pietra arenaria e capitelli ionici.
L'interno a aula unica a pianta rettangolare. Un'alta zoccolatura in marmo la delimita su ogni lato da dove partono lesene che la dividono in tre campate e che terminano in capitelli corinzi all'apparente sostegno della trabeazione e del cornicione che percorre tutta l'aula e che è percorribile. La copertura dell'interno è a volte a botte.

Il fonte battesimale è posto nella controfacciata, mentre lateralmente sono posti due confessionali e due ingressi. Due altari sono posti sempre lateralmente, in uno spazio sfondato; quello dedicato alla Madonna a sinistra e corrispondente quello dedicato al Crocifisso. 

Il presbiterio è accessibile da tre gradini in marmo terminante con il coro che segue la curva dell'abside. La torre campanaria, posta sul lato destro dell'edificio ha accesso dal presbiterio.